# Philippe Delacour
Philippe Delacour és un organista francès nascut a Freyming en els anys 1970.

## Biografia
Va actuar en públic per primera vegada als 8 anys. Els seus estudis al Conservatori de Metz estan coronats per 6 Primers Premis. Després va obtenir un Primer Premi Interregional Superior de piano per unanimitat a la classe de Mireille Krier i un Primer Premi Interregional Superior d'orgue a la classe de Pierre Gazin. També és guardonat de diferents concursos.
Posteriorment, va millorar a la classe de Marie-Claire Alain a París on va obtenir un Premi d'Excel·lència i el Gran Premi de Virtuositat.
És professor als conservatoris de Metz i Freyming. Ocupa els càrrecs d'organista titular dels orgues Frédéric Haerpfer (1930) de Saint-Maurice de Freyming-Merlebach, a Lorena, i de l'orgue Cavaillé-Coll de l'església Notre-Dame de Metz. També és tècnic consultor del departament de Moselle. És president de l'Associació d'Amics de l'Orgue de la Col·legiata de Saint Etienne a Hombourg-Haut.
És el fundador del Concurs Internacional d'Orgue de Lorena i del Festival Internacional “Orgue sans frontières”.
Va tenir una bona carrera com a organista que el va portar a molts països. Passa per ser un dels millors representants de la gran escola d'orgue francesa.

## Discografia
- France Orgue Discographie établie par Alain Cartayrade.
- Musique virtuose pour Orgue, Vol. 1, DVD. Philippe Delacour aux Grandes Orgues de Château-Salins et au grand orgue Cavaillé-Coll de Notre-Dame de Metz. Film de Federico Savio (2000).
- Musique virtuose pour Orgue, Vol. 2, DVD. Philippe Delacour au grand orgue Stahlhuth-Jann de l'église Saint-Martin de Dudelange (Luxembourg) (Fugatto, 2004/2006).